# Петерсхаген/Эггерсдорф
Петерсхаген/Эггерсдорф (нем. Petershagen/Eggersdorf) — коммуна в Германии, в земле Бранденбург.
Входит в состав района Меркиш-Одерланд.   Занимает площадь 17,47 км².
Коммуна подразделяется на 2 сельских округа.

## Население
| Год  | Население |
| ---- | --------- |
| 1990 | 8 442     |
| 1995 | 8 974     |
| 2000 | 11 614    |
| 2005 | 13 171    |
| 2010 | 13 875    |
| 2015 | 14 520    |
| 2020 | 15 460    |